# Eurocrypt
Eurocrypt (eller EUROCRYPT) är en konferens för kryptografiforskning. Det fullständiga namnet på konferensen är nu Den årliga internationella konferensen om teori och tillämpningar av kryptografiska tekniker. Eurocrypt är en av IACRs flaggskeppskonferenser, tillsammans med CRYPTO och ASIACRYPT. 